# Retrato de una niña (Pierre August Renoir)
Retrato de una niña (Portrait de fillette) es una obra del pintor impresionista francés Pierre-Auguste Renoir (Limoges, Francia, 1841 - Cagnes, Francia,1919).  Esta obra se encuentra ubicada en el Museo Soumaya de la Ciudad de México.

## Obra
Como muchas otras obras de Renoir, esta pieza refleja la belleza de la frescura infantil. El rostro de la niña con mirada melancólica, es destacado por un traje de tono azul y cuello blanco, un largo cabello rojizo y sutiles tonos de verde y amarillo al fondo. Representa a una niña de unos 5 años cuyo nombre no se conoce. Pintada hacia 1880, es quizá una de las obras más bellas de la colección. 

## Interpretación
En los tantos retratos de mujeres elaborados por el artista francés, se percibe evidente enaltecimiento a la belleza femenina a distintas edades. Logra transmitir la sensualidad y la dulzura de los personajes fundamentalmente a través del color. Lo anterior se refleja en su trabajo realizado en la década de 1890 donde elaboró distintos retratos de mujeres jóvenes e infantes, como en el que le hizo a su hijo Jean Renoir.
Es claro que la búsqueda del ideal en la pintura de Renoir es la belleza femenina; en este ideal el óleo se difumina y es agraciado por el pastel.
Los dibujos de rostros y manos de Renoir muestran su influencia de maestros que le precedieron, tal como Ingres y Rafael. Renoir nunca dejó de representar figuras en sus composiciones, aunque también era un defensor del impresionismo.